# Dipartimento della sicurezza interna degli Stati Uniti d'America
Il Dipartimento della Sicurezza Interna degli Stati Uniti d'America (DHS) (United States Department of Homeland Security) è un Dipartimento federale del governo degli Stati Uniti d'America responsabile per la pubblica sicurezza sul suolo degli Stati Uniti d'America. Si occupa di: anti-terrorismo, sicurezza delle frontiere, sicurezza informatica oltre che prevenzione e gestione dei disastri naturali.
Istituito ai sensi dell'Homeland Security Act del 2002 è, per dimensioni, il terzo dipartimento del governo statunitense dopo quello della difesa e quello degli affari dei veterani.
Le politiche del DHS vengono coordinate dalla Casa Bianca all'interno dell'Homeland Security Council.
L'attuale segretario sotto l'amministrazione Trump è Kristi Noem.

## Storia
In risposta agli attentati dell'11 settembre 2001, il presidente George W. Bush annunciò la formazione di un Ufficio di sicurezza interna per coordinare gli sforzi della sicurezza. L'Ufficio fu guidato dall'ex governatore della Pennsylvania Tom Ridge, che assunse anche il titolo di assistente al presidente per la sicurezza interna. Ridge cominciò il suo lavoro all'Ufficio di sicurezza interna l'8 ottobre 2001.
Il 25 novembre 2002 venne istituito ufficialmente il Dipartimento della sicurezza interna in seguito alla promulgazione dell'Act of home security (legge sulla sicurezza interna) nel 2002. Con la sua istituzione si intese accorpare in un unico ministero tutte quelle organizzazioni governative e agenzie federali che facevano riferimento alla sicurezza interna.
Il 1º marzo 2003 il Dipartimento ha assorbito il vecchio servizio di immigrazione e naturalizzazione, assumendone i poteri.

## Funzioni
La creazione del Dipartimento ha rappresentato una significativa riorganizzazione governativa nella storia degli USA, e delle agenzie federali dall'Atto di Sicurezza Nazionale del 1947, che incardinò i differenti dipartimenti militari sotto un segretario alla difesa e creò il Consiglio per la Sicurezza Nazionale e la CIA.
Mentre il Dipartimento della difesa è incaricato delle azioni militari all'estero, il Dipartimento della sicurezza interna lavora entro la sfera civile per proteggere gli Stati Uniti all'interno e all'esterno dei suoi confini. L'obiettivo dichiarato è quello di prepararsi, prevenire e rispondere a emergenze interne, in particolare quelle legate al terrorismo. Il Dipartimento di sicurezza interna rappresenta anche la fusione di diverse funzioni e responsabilità federali, includendo 22 agenzie governative in una singola organizzazione.
La polizia di sicurezza interna è coordinata alla Casa Bianca dal Consiglio di sicurezza interna. Altri dicasteri con un rilevante ruolo di sicurezza interna sono il Dipartimento della salute e dei servizi umani, quello della giustizia e quello dell'energia.
Con più di 200.000 dipendenti, il Dipartimento della sicurezza interna è il terzo dipartimento più grande del gabinetto, dopo il Dipartimento della difesa e quello dei veterani.

### Il livello di attenzione per la sicurezza interna

La scala dei livelli di attenzione per i rischi terroristici

Il 12 marzo 2002 venne creato il Sistema di identificazione del livello di sicurezza interna, un codice a colori che indica una scala di pericolo terroristico, come risultato di una direttiva presidenziale che potesse fornire un "comprensibile ed efficace strumento informativo riguardo al rischio di attacchi terroristici al governo, allo Stato e alle autorità locali e ai cittadini americani."

## Agenzie dipendenti
- U.S. Citizenship and Immigration Services
- U.S. Customs and Border Protection
- Cybersecurity and Infrastructure Security Agency
- Federal Emergency Management Agency
- U.S. Immigration and Customs Enforcement
- Transportation Security Administration
- U.S. Coast Guard
- U.S. Secret Service

### Ilsecret service
Dal 2003 dipende dal Dipartimento anche l'United States Secret Service che è responsabile della protezione del presidente USA, del vice e degli ex presidenti, ma si occupa anche di frode finanziaria e criminalità informatica.